# Yan Zhenqing
Yan Zhenqing (chinois simplifié : 颜真卿), né en 708 à Jingzhao Fu (actuelle Xi'An), décédé en 785, ou Qingchen ou Lu Gong est un poète et calligraphe chinois. Son style est réputé pour sa clarté et sa maîtrise.
Né d'une famille noble et érudit, il réussit les concours impériaux à 28 ans, devient préfet de Dezhou et gouverneur de Pingyuan, dans le Shandong, ministre de la justice, précepteur du prince héritier. En 767 il est fait Duc de Lu (Lu Gong). En 781, il combat la rébellion de Li Xieli, est fait prisonnier et est strangulé en 785.
Son style de calligraphie, modernisateur, est assez révolutionnaire pour l'époque, aboutissant à un style plus clair, moins cursif.

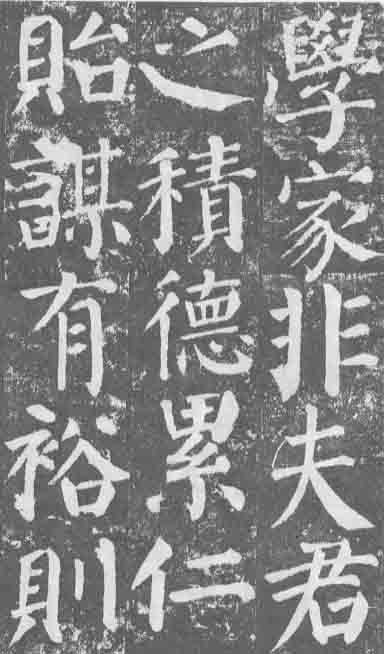
Partie de la Stèle de Yan Qinli, considéré comme une pièce d'importance de Yan Zhenqing (Cette stèle située à Bei Lin, Xi'an)